# Chung Chung-hoon
Chung Chung-hoon (정정훈?; Seul, 15 giugno 1970) è un direttore della fotografia sudcoreano.

## Filmografia
- Yuri, regia di Yang Yun-ho (1996)
- Jjikhimyeon jukneunda, regia di Kim Gi-hun e Kim Jong-seok (2000)
- Gohae de Kim Jeong-Jin (2001)
- Old Boy (Oldeuboi), regia di Park Chan-wook (2003)
- Cut, regia di Park Chan-wook, episodio di Three... Extremes (Sam gang 2) (2004)
- Shin angyō onshi, regia di Jōji Shimura e Ahn Tae-kun (2004)
- Antarctic Journal (Namgeuk-ilgi), regia di Yim Pil-sung (2005)
- Lady Vendetta (Chinjeolhan geumjassi), regia di Park Chan-wook (2005)
- Dasepo sonyo, regia di E J-yong (2006)
- I'm a Cyborg, But That's OK (Ssaibogeujiman  gwaenchan-ha ), regia di Park Chan-wook (2006)
- Bakjwi, regia di Park Chan-wook (2009)
- Gureum eul beos-eonan dalcheoreom, regia di Lee Joon-ik (2010)
- Cheburāshika, regia di Makoto Nakamura e Park Young-hoon (2010)
- The Unjust (Budang-georae), regia di Ryoo Seung-wan (2010)
- Pyeongyangseong, regia di Lee Joon-ik (2011)
- Stoker, regia di Park Chan-wook (2013)
- Sinsegye, regia di Park Hoon-jung (2013)
- Boulevard, regia di Dito Montiel (2014)
- Quel fantastico peggior anno della mia vita (Me, Earl and the Dying Girl), regia di Alfonso Gómez-Rejón (2015)
- Mademoiselle (Agassi), regia di Park Chan-wook (2016)
- It, regia di Andrés Muschietti (2017)
- Edison - L'uomo che illuminò il mondo (The Current War), regia di Alfonso Gómez-Rejón (2017)
- Hotel Artemis, regia di Drew Pearce (2018)
- Zombieland - Doppio colpo (Zombieland: Double Tap), regia di Ruben Fleischer (2019)
- Dove la terra trema (Earthquake Bird), regia di Wash Westmoreland (2019)
- Ultima notte a Soho (Last Night in Soho), regia di Edgar Wright (2021)
- Uncharted, regia di Ruben Fleischer (2022)
- Heretic, regia di Scott Beck e Bryan Woods (2024)
- The Running Man, regia di Edgar Wright (2025)